# Juncus hesperius
Juncus hesperius là một loài thực vật có hoa trong họ Juncaceae. Loài này được (Piper) Lint mô tả khoa học đầu tiên năm 2002.